# Dioscorea sinuata
Dioscorea sinuata är en enhjärtbladig växtart som beskrevs av Vell. Dioscorea sinuata ingår i släktet Dioscorea och familjen Dioscoreaceae. Inga underarter finns listade i Catalogue of Life.
Arten är klättrande och bildar knölar. Den växer främst i säsongsvis torra tropiska biom i nordöstra och nordvästra Argentina, Bolivia, delar av Brasilien samt Paraguay och Uruguay. Arten hittas även i mindre utsträckning i norra Chile och Costa Rica.